# Скорякино
Скорякино — деревня в Волоколамском районе Московской области России, входит в состав сельского поселения Спасское. Население — 12 чел. (2010).

## География
Деревня Скорякино расположена на западе Московской области, в юго-западной части Волоколамского района, примерно в 10 км к югу от города Волоколамска, на левом берегу впадающей в Щетинку небольшой речки Чернавки (бассейн Рузы).
В деревне две улицы — Дачная и Садовая. Ближайшие населённые пункты — деревни Клишино, Ивановское и Горбуново. Связана прямым автобусным сообщением с районным центром (маршруты № 27, 29).

## Население
| 1859 | 1890 | 1899 | 1926 | 2002 | 2006 | 2010 |
| ---- | ---- | ---- | ---- | ---- | ---- | ---- |
| 69   | ↘49  | ↘42  | ↗58  | ↘9   | ↘3   | ↗12  |

## История
В «Списке населённых мест» 1862 года — владельческая деревня 1-го стана Рузского уезда Московской губернии по левую сторону дороги из города Можайска в город Волоколамск, в 40 верстах от уездного города, при колодце, с 14 дворами и 69 жителями (36 мужчин, 33 женщины).
По данным на 1890 год — деревня Судниковской волости Рузского уезда с 49 душами населения.
В 1913 году — 12 дворов.
В 1919 году включена в состав Осташёвской волости Волоколамского уезда.
По материалам Всесоюзной переписи населения 1926 года — деревня Щекотовского сельсовета Осташёвской волости Волоколамского уезда в 11 км от Осташёвского шоссе и 13 км от станции Волоколамск Балтийской железной дороги. Проживало 58 жителей (24 мужчины, 34 женщины), насчитывалось 11 крестьянских хозяйств.
С 1929 года — населённый пункт в составе Волоколамского района Московского округа Московской области. Постановлением ЦИК и СНК от 23 июля 1930 года округа как административно-территориальные единицы были ликвидированы.
1929—1939 гг. — деревня Клишинского сельсовета Волоколамского района.
1939—1954 гг. — деревня Клишинского сельсовета Осташёвского района.
1954—1957 гг. — деревня Спасского сельсовета Осташёвского района.
1957—1963, 1965—1968 гг. — деревня Спасского сельсовета Волоколамского района.
1963—1965 гг. — деревня Спасского сельсовета Волоколамского укрупнённого сельского района.
1968—1972 гг. — деревня Горбуновского сельсовета Волоколамского района.
1972—1994 гг. — деревня Кармановского сельсовета Волоколамского района.
1994—2006 гг. — деревня Кармановского сельского округа Волоколамского района.
С 2006 года — деревня сельского поселения Спасское Волоколамского муниципального района Московской области.